# Convenção de Budapeste de 1877
Convenção de Budapeste (Budapester Vertrag) foi um acordo secreto entre a Áustria-Hungria e a Rússia em 1877, que concordou com as políticas e a divisão das potências do Sudeste da Europa na eventualidade de uma guerra entre a Rússia e o Império Otomano. A chamada Questão Oriental (Orientalische Frage), a divisão do Império Otomano em declínio nos Bálcãs (sudeste da Europa), era uma prioridade das grandes potências europeias no século XIX. Para a Rússia, a obtenção de garantias da neutralidade austro-húngara era também uma prioridade.
O acordo foi feito entre o Imperador Franz Joseph e o czar russo Alexandre II, inicialmente, durante a Conferência de Constantinopla (1876-1877) e posteriormente foi finalizado em Budapeste, em 15 de janeiro de 1877.

## Antecedentes
Desde 1876, os territórios balcânicos do Império Otomano viram uma série de revoltas, incluindo a Guerra Sérvio-Otomana (1876-1877) e a revolta de abril de 1876 na Bulgária. A Rússia viu nestes acontecimentos a oportunidade de uma guerra contra um de seus inimigos tradicionais. Em 8 de julho de 1876, Alexandre Gorchakov e Gyula Andrássy assinaram o acordo secreto de Reichstadt, dividindo os Bálcãs em distintas esferas de influência austro-húngara e russa.

## Acordos secretos
Os principais pontos da Convenção de Budapeste foram:
- No caso de um ataque russo na Turquia, a Áustria permanecerá benevolentemente neutra;
- A Áustria pode, em um momento de sua escolha, ocupar a Bósnia e Herzegovina (mas não o Sanjaco de Novi Pazar);
- Sérvia, Montenegro e a parte intermediária da Herzegovina seriam tratados pelas duas potências como uma "zona neutra";

No caso de uma desintegração completa do Império Otomano:
- A Áustria e a Rússia iriam trabalhar para assegurar que vários pequenos estados soberanos sejam criados na península balcânica, mas não um bloco de poder eslavo fechado que pudesse comprometer o "equilíbrio europeu" (Europäische Gleichgewicht);
- Constantinopla e seus arredores seriam uma "cidade livre" (Freie Stadt);
- A Rússia receberia a Bessarábia;
- Seria concedida independência à Bulgária, Albânia e Rumélia;
- A Grécia ganharia Creta, Tessália e partes do Epiro.

## Finalidade
O acordo para fazer Constantinopla uma cidade livre não estava na convenção propriamente dita, mas em um acordo suplementar ainda mais secreto. Estes documentos lançaram alguma luz sobre os objetivos do czar russo. Tal como o seu antecessor Nicolau I, Alexandre II viu finalmente uma oportunidade na realização do Plano Grego. Este foi um plano inicialmente proposto entre Catarina, a Grande e José II para particionar o Império Otomano e restaurar o Império Bizantino grego. 

 O poder da Turquia seria finalmente quebrado, e os Bálcãs passariam a ser uma esfera de influência dos impérios da águia bicéfala, a Áustria e a Rússia (ambos os estados haviam adotado o emblema da águia bicéfala do Império Bizantino, o símbolo da última dinastia bizantina, a Paleóloga).
Para a Áustria, era importante que a Rússia não tentasse criar um grande estado eslavo (großen, kompakten, slawischen Staat) nos Bálcãs que iria criar problemas com as nações eslavas dentro da monarquia.  Mesmo em uma convenção assinada com a Grã-Bretanha em 18 de março de 1877, houve uma ênfase sobre a Rússia não criasse um grande estado na região dos Bálcãs.
A Convenção de Budapeste foi um dos vários acordos secretos com os quais a Rússia procurou assegurar o apoio ou pelo menos a neutralidade da Áustria. Além do Acordo de Reichstadt de 1876, houve uma convenção suplementar a este tratado em março de 1877.

## Consequências
Após as atrocidades búlgaras cometidas pelos turcos na Revolta de Abril, a Rússia declarou guerra ao Império Otomano, em abril de 1877. A Rússia obteve sucesso significativo em um período relativamente curto, culminando com o Tratado de San Stefano, que deu independência total para a Romênia, a Sérvia e o Montenegro.
No entanto, a disposição principal foi à criação de um grande Estado búlgaro, alcançando desde o Mar Egeu, ao sul, até o Lago Ohrid, no oeste. Esta evolução foi recebida com consternação na Áustria e na Grã-Bretanha. O tamanho do novo principado era interpretado como sendo uma violação da Convenção de Budapeste. 
As ações da Rússia desencadearam uma grave crise diplomática entre as grandes potências europeias. Motins eclodiram nos Bálcãs, com a população muçulmana protestando contra as anexações. Para evitar outra guerra, o Congresso de Berlim foi convocado. Nenhuma das partes sustentava os acordos que haviam assumido na convenção. Isso foi facilitado no mínimo porque o acordo era conhecido apenas pela Rússia e Áustria-Hungria.